# コーチン・ユダヤ人
コーチン・ユダヤ人は、インドの南西海岸の港市コーチンに住む、古代ユダヤ人の子孫である。ケーララ州に住んでいる人々は伝統的にマラヤーラム語を話す。
現在のコーチン・ユダヤ人が多様性に富んでいるのは、ケララからの数度にわたる移住のおかげである。またソロモンが度々船をケララに寄せたとの伝説からイスラエル王国が二つに分裂した後にマラバール海岸に定住していた人たちではないかという説がある。しばしば「黒いユダヤ人」といわれる。
オランダやスペインなどの西洋諸国からインドに移ってきた「白いユダヤ人」と呼ばれるユダヤ人はその後定住した。15世紀から移住してきたスペイン系・ポルトガル系ユダヤ人（セファルディム）が定住した場所のうち、最も注目すべきはゴアである。しかし、結果的にはこのコミュニティーも消滅する。
17世紀から18世紀にかけて、コーチンは中東や北アフリカ（ミズラヒム）やスペインからのユダヤ人開拓者が殺到した。

## 起源
最古であるコーチン・ユダヤ人は、紀元70年のエルサレム神殿崩壊後、マラバル海岸のクランガノール（Cranganore）から来たといわれている。実際、彼らは15世紀に、同じ仲間による族長の任期論争が始まるまで何世紀もの間自分たちの公国を持っていた。その論争は隣国の王子に自分たちの国を捨てさせた。1524年、胡椒貿易にかんしゃくをおこしているという口実でクランガノールのユダヤ人を攻撃したカリカット（コーリコード）の支配者がムーア人を連れ戻した。その結果、大半のユダヤ人はコーチンへ逃れた。そこでヒンドゥー王の庇護下に入る。王は後に『ユダヤ人の街』となる場所を与える。

## 植民地時代
コーチン・ユダヤ人にとって不幸なことに、その後コーチンはポルトガルによって占領されてしまう。1660年、占領統治がオランダにとってかわるまでに、ポルトガル政府から異端審問として迫害を受け続けた。オランダのプロテスタントたちは寛容だったため、ユダヤ人の社会は繁栄した。1795年、コーチンはイギリスの影響圏（Sphere of influence,またはSOI）に入る。
19世紀には、コーチン・ユダヤ人たちはコーチン、エリナクラム、パーラーに住んでいたが、今日ではその大半がイスラエルに移住してしまっている。